# Blue Jay Way
Blue Jay Way é uma canção escrita por George Harrison e gravada pela banda britânica The Beatles no álbum Magical Mystery Tour em 1967.